# Asteroidebælte
Det såkaldte asteroidebælte ligger mellem Mars og Jupiter, og består af småplaneter (asteroider) og store klippestykker (meteoroider), som kredser rundt om Solen på linje med de øvrige himmellegemer. Asteroider består af rester fra dengang vores solsystem opstod. 
Ser man på de "store", egentlige planeters baner, opdager man at deres baneradier er omtrent dobbelt så stor som for den planet der er én "plads" tættere på Solen. Men mellem Mars og Jupiter synes der at "mangle" en planet, så astronomerne gik snart efter "på jagt" efter den manglende planet. Det varede ikke længe før der var "bid"; man opdagede den første (og største) af disse "miniature-planeter", kaldet Ceres, som er henved 1.000 kilometer i diameter. Men det var ikke den eneste – snart efter fulgte opdagelsen af den ene småplanet efter den anden – langt de fleste af dem med baner indenfor det område der nu hedder asteroidebæltet.
Man gættede til at begynde med på, at asteroiderne er resterne af en egentlig planet, som på et tidspunkt blev revet itu af tidevandskræfterne i Jupiters tyngdefelt. Men mens den næst-største asteroide, Vesta, er kridhvid, er den tredjestørste, Arethusa, kulsort: De består tilsyneladende ikke af det samme stof, og det taler imod teorien om den iturevne planet. Et andet argument imod, er at hvis man "samlede" alle disse små-planeter til én større, ville man få et himmellegeme mindre end Månen.
I stedet hælder man nu til den teori, at asteroiderne er tiloversblevne "rester" efter skabelsen af det øvrige solsystem, som er blevet samlet sammen i asteroidebæltet af deres egne og af (især) Jupiters tyngdekraft.

## Eksterne links
- Solsystemet...fra altings oprindelse til livets opståen. Geologisk museum Arkiveret 13. juni 2007 hos  Wayback Machine

- Wikimedia Commons har flere filer relateret til Asteroidebælte

| Astronomi | Spire Denne artikel om astronomi er en spire som bør udbygges. Du er velkommen til at hjælpe Wikipedia ved at udvide den. |